# Atari Anniversary Edition
Atari Anniversary Edition är en samling med en rad olika spel som släppts till olika Atari-system genom åren. Samlingen släpptes till Windows, Dreamcast och PlayStation under 2001. Playstation versionen heter Atari Anniversary Edition Redux och har stöd för användandet av tillbehöret Playstation Mouse.

## Spel
Spel som finns med:
- Asteroids
- Asteroids Deluxe
- Battlezone
- Centipede
- Crystal Castles
- Gravitar
- Millipede
- Missile Command
- Pong
- Super Breakout
- Tempest
- Warlords

1. ↑  PCGamingWiki, PCGamingWiki-ID: Atari_Anniversary_Edition, läst: 12 juni 2024.[källa från Wikidata]